# José Manuel Esteve Zarazaga
José Manuel Esteve Zarazaga (Melilla, 1951-Málaga, 22 de mayo de 2010) fue un profesor e investigador de Pedagogía. Destacó en el estudio de la actividad docente y de la figura del profesor.
Catedrático de Teoría e Historia de la Educación en la Universidad de Málaga, en 2001 recibió la Medalla de Oro al Mérito en la Educación, de la Comunidad Autónoma de Andalucía, y en 2009 la Universidad de Oviedo le nombró doctor honoris causa.

## Biografía
Nació en Melilla, España, en 1951, aunque pasó su infancia en Málaga, donde se trasladó su familia. Inició sus estudios de Filosofía y Letras en la Universidad de Navarra, aunque se trasladó a Madrid, donde estudió Pedagogía en la Universidad Complutense de Madrid hasta 1973, cuando obtiene el Premio 
Extraordinario de Licenciatura al graduarse. Se doctoró y ejerció como profesor en esa misma universidad hasta 1980.
En 1980 se trasladó a la Universidad de Málaga, donde puso en marcha la sección de Ciencias de la Educación, que se convertiría en la Facultad de Ciencias de la Educación de dicha universidad, y empieza a ejercer como profesor. En 1986 obtuvo una cátedra en Teoría de la Educación, y de 1988 a 1990 ocupó el cargo de Secretario General de dicha universidad.
De ahí en adelante, compaginó la actividad docente e investigadora con diferentes cargos y puestos. Así, de 1983 a 1993 fue vicepresidente de la Asociación Internacional para el Estudio de la Persona del Enseñante, y de 2000 a 2004 fue vicepresidente primero de la Sociedad Española de Pedagogía. También de 2000 a 2004 se incorporó a la red (Eurydice de la Agencia Europea de Educación como asesor experto, donde colaboró para elaborar el informe The teaching profession in Europe: profile, trends and concerns. En 2007 se incorporó como asesor en la Comisión de Formación de Profesorado de la Organización de Estados Iberoamericanos para la Educación, la Ciencia y la Cultura, y en 2008 accede a la Agencia Andaluza de Evaluación y Calidad 
(AGAE).
En 2001 recibió la Medalla de Oro al Mérito en la Educación, de la Comunidad Autónoma de Andalucía; y en 2009 la Universidad de Oviedo le nombró doctor honoris causa. Falleció en 2010.

## Pedagogía
Como pedagogo, José Manuel Esteve destacó en el estudio de la función docente y de la figura del profesor. Analizó la forma en la que el cambio social del último tercio del siglo XX afectó a la actividad docente del profesor; y desarrolló las distintas etapas de la formación del profesorado.

## Legado
En su honor, la Universidad de Málaga otorga cada año el Premio en Investigación José Manuel Esteve, que premia el estudio y la difusión de la Pedagogía. Además, la Biblioteca de Ciencias de la Educación y Psicología de la Universidad de Málaga lleva su nombre.
Su maestro, el catedrático José Antonio Ibáñez-Martín, dedicó un emotivo capítulo de su libro publicado en 2017 Horizontes para los educadores. Las profesiones educativas y la promoción de la plenitud humana a quien fuera su primer discípulo. En él se narran varios momentos significativos de lo que llegó a ser una gran amistad y admiración mutua hasta el fallecimiento del profesor Esteve. En un momento del texto, escribe Ibáñez-Martín: "Debo reconocer que tengo con Pepe una amplia deuda de gratitud, configurada por muchos asuntos, muy distintos, personales, profesionales, humanos" (pp. 269-270).

## Publicaciones
Algunas de sus publicaciones son:
- Teoría de la Educación, Madrid, UNED, 1974.
- Autoridad, obediencia y educación. Madrid, Narcea, 1977.
- Lenguaje educativo y teorías pedagógicas. Madrid, Anaya, 1979.
- Influencia de la publicidad en TV sobre los niños. Madrid, Narcea, 1983.
- Profesores en conflicto. Madrid, Narcea, 1984.
- La formación del sentido crítico. Buenos Aires, Docencia, 1986.
- El malestar docente. Barcelona, Laia, 1987, 1989; y Paidós, 1994, 1997, 2001, 2003.
- Objetivos y contenidos de la educación para los años noventa. Málaga. Universidad de Málaga, 1989.
- Los profesores ante el cambio social. Barcelona, Anthropos, 1995, (Premio Nacional de Investigación Educativa de la Fundación Paideia).
- La formación inicial de los profesores de secundaria. Barcelona, Ariel, 1997.
- El árbol del bien y del mal.  Barcelona, Octaedro, 1998, 1999, 2008.
- Un examen a la cultura escolar.  Barcelona, Octaedro, 2001.
- La Tercera Revolución educativa. Barcelona, Paidós, 2003, 2004, 2008.
- Camino de retorno, Barcelona, Octaedro, 2009.
- Educar: un compromiso con la memoria. Un libro para educar en libertad, Barcelona, Octaedro, 2010.
- J.M. Esteve & F.B.A. Fracchia (1984). L'image des enseignants dans les moyens de communication de masse, European Journal of Teacher Education, 7:2, 203-209, DOI: 10.1080/0261976840070210
- J. M. Esteve & A. F. B. Fracchia (1986). Inoculation against Stress: a technique for beginning teachers, European Journal of Teacher Education, 9:3, 261-269, DOI: 10.1080/0261976860090307
- J.M. Esteve (1992). Multicultural Education in Spain: the Autonomous Communities face the challenge of European unity, Educational Review, 44:3, 255-272, DOI: 10.1080/0013191920440304
- J.M. Esteve & J. Vera Vila (1992). Education and Work in a European Framework, European Journal of Teacher Education, 15:3, 255-269, DOI: 10.1080/0261976920150309
- J.M. Esteve (2000). Culture in the School: Assessment and the content of education, European Journal of Teacher Education, 23:1, 5-18, DOI: 10.1080/713667265
- J.M. Esteve (2006). Las emociones en el ejercicio práctico de la docencia. Teoría De La Educación. Revista Interuniversitaria, 18. doi: 10.14201/3204[9]
- J.M. Esteve, C. Ruiz, M.T. Rascón (2008). La construcción de la identidad en los hijos de inmigrantes marroquíes. Revista española de pedagogía, 66:241, 2008, págs. 489-508.
- J.M. Esteve (2009). La formación de profesores: bases teóricas para el desarrollo de programas de formación inicial. Revista de educación, 350, págs. 15-30.
- J.M. Esteve (2009). La inoculación del estrés: una técnica adecuada para aumentar la seguridad de los profesores debutantes ante situaciones potencialmente conflictivas. Teoría De La Educación. Revista Interuniversitaria, 1. doi: 10.14201/2853